# Dimidamus enaro
Espèce
Dimidamus enaro est une espèce d'araignées aranéomorphes de la famille des Nicodamidae.

## Distribution
Cette espèce est endémique de Nouvelle-Guinée occidentale en Indonésie,. Elle se rencontre vers Enarotali.

## Description
Le mâle holotype mesure 6,45 mm et la femelle paratype 6,90 mm.

## Étymologie
Son nom d'espèce lui a été donné en référence au lieu de sa découverte, Enarotali.

## Publication originale
- Harvey, 1995 : The systematics of the spider family Nicodamidae (Araneae: Amaurobioidea). Invertebrate Taxonomy, vol. 9, no 2, p. 279-386.